# Paratrochosina
Paratrochosina es un género de arañas araneomorfas de la familia Lycosidae. Se encuentra en América y Rusia.

## Lista de especies
Según The World Spider Catalog 12.0:
- Paratrochosina amica (Mello-Leitão, 1941)
- Paratrochosina insolita (L. Koch, 1879)
- Paratrochosina murina (Mello-Leitão, 1941)
- Paratrochosina sagittigera (Roewer, 1951)